# José Domínguez Bécquer
José María Domínguez Insausti, més conegut com a José Domínguez Bécquer (Sevilla, 22 de gener de 1805-26 de gener de 1841), fou un pintor espanyol, pare del conegut poeta Gustavo Adolfo Bécquer i del pintor Valeriano Bécquer.

## Biografia
Fill d'Antonio Domínguez Bécquer, de Sevilla, i de María Antonia Insausti, de Lucena. José va començar a utilitzar el cognom Bécquer a partir del seu casament, tant en documentació com en els seus quadres, per reivindicar l'origen familiar. Els Bécquer havien estat una rica família flamenca que al segle XVI s'havia establert a Sevilla. Tanmateix, al segle xviii la família havia perdut tota la seva fortuna i la notorietat, malgrat que conservaren el seu orgull i el record de la seva ascendència. Quelcom similar succeí amb el seu cosí Joaquín Domínguez Bécquer i els seus dos fills, Valeriano i Gustavo Adolfo, que van utilitzar Bécquer en lloc de Domínguez.
Es va formar a l'Escola de Belles Arts de Sevilla, esdevenint-ne un dels alumnes més destacats. Durant la seva joventut es dedicà especialment a la pintura costumista de petit format orientat al mercat sevillà i l'anglès, on van arribar moltes de les seves obres exportades des de Cadis. De fet, es considera que la seva obra va ser més coneguda a Anglaterra que a Espanya. Algunes de les seves obres van ser presentades a les exposicions del Liceu de Sevilla de 1839 com Retrat en bust d'un cigarrera, Retrat del General González Villalobos o Dues dones a l'entrada d'un temple. Hom el considera un dels iniciadors de la pintura costumista folklòrica, integrada en la tradició artística del romanticisme espanyol. També va pintar escenes urbanes de Sevilla, d'una qualitat menor, algunes obres religioses i de tema històric, així com làmines per als llibres El Álbum sevillano, Sevilla pintoresca i La España artística de Jenaro Pérez Villaamil.
La seva mort va succeir de forma prematura, quan tenia 36 anys.